# Marc Bellin du Côteau
Marc Bellin du Côteau, né le  21 juillet 1883 à Paris et mort le 21 août 1938 à Saint-Germain-en-Laye (Yvelines), est issu d'une famille aristocratique. Athlète de haut niveau et docteur en médecine, il est l'auteur de plusieurs livres sur la médecine sportive : plusieurs fois champion de France du 400m plat, il est l’un des premiers à avoir attiré l’attention sur l’hypertrophie cardiaque en relation avec l’activité sportive.

## Biographie
Né en 1883 Marc Bellin du Coteau commence la pratique du hockey sur gazon à l'âge de 16 ans au Racing Club de France avant de s'illustrer en athlétisme où il est champion de France du 400 mètres plat à 20 ans. Après de brillantes études secondaires, il soutient sa thèse en médecine en 1910 et consacre ensuite largement ses connaissances médicales aux domaines de l'éducation physique et du sport auxquels il consacre l'essentiel de ses publications dès 1912. En particulier en 1924 avec L'entraînement sportif préfacé par Tristan Bernard où il développe un indice d'efficience physique reposant sur 4 facteurs : Vitesse, Adresse, Résistance et Force (VARF). Il publie ensuite en 1930 chez Douin avec Marcel Ernest Labbé un Traité d'éducation physique qui fait longtemps autorité[précision nécessaire]. Marc Bellin du Côteau meurt en 1938 après avoir largement contribué à l'établissement des programmes de l'IREP de Paris.

### L'éducation physique sous laIIIeRépublique
Durant la Première Guerre mondiale, une grande différence d'aptitudes physiques s'est fait ressentir sur le champ de bataille entre les troupes allemandes et les troupes françaises. De nombreux soldats mouraient au front en chargeant par manque de souffle et d'entraînement sportif performant. Devant ce constat, les médecins de l'époque font pression sur le gouvernement pour développer la culture physique dès l'école primaire. Marc Bellin du Côteau propose d'abord la gymnastique suédoise de Pehr Henrik Ling alors que Georges Hébert (1875 - 1957) préconise sa méthode d’éducation physique naturelle, l'hébertisme, opposée à la fois à la gymnastique suédoise et à la spécialisation sportive. En réponse aux critiques de ce dernier, Marc Bellin du Côteau, médecin et athlète de haut niveau, élabore une méthode sportive inédite, par laquelle il veut apporter la preuve que l'enseignement du sport requiert, comme celui de la gymnastique ou de l'éducation physique, rationalité, progressivité, dosage et fondements scientifiques.

### Sportif et dirigeant
Champion de France d'athlétisme de l'Union des sociétés françaises de sports athlétiques (USFSA) en 1903 et 1904 sur 400 mètres plat, recordman de France en 50 secondes, finaliste des Jeux intermédiaires d'Athènes sur la même distance en 1906, il s'investit ensuite au niveau des institutions sportives et assume les présidences de la Fédération française de hockey (FFH) et de la Fédération internationale de hockey sur gazon (FIH) de 1932 jusqu'à son décès en 1938. Le 30 mai 1952 lors du congrès international de médecine du sport organisé pour marquer le centenaire de la création de l'Ecole de Joinville et l'inauguration du Centre national d'éducation physique et de sport son nom est donné à un amphithéâtre de l'établissement.

## Publications
- Marc Bellin du Côteau, Urémie expérimentale : essais thérapeutiques, Chacornac, 1910
- Marc Bellin du Côteau, Le livre du sportsman, Sporting, 1912
- Marc Bellin du Côteau, L'Éducation physique: obligation nationale, Berger-Levrault, 1918 préface de Tristan Bernard
- Marc Bellin du Côteau, La course à pied. Les courses de haies, Paris, Berger-Levrault, 1918 réédition illustrée en 1921
- Marc Bellin du Côteau, L'Entraînement aux sports athlétiques, H. Jardin, 1919
- Marc Bellin du Côteau, Développement de la méthode sportive et de la gymnastique suédoise et française in Pierre de Coubertin, Essai de pédagogie sportive, Paris, Berger-Levrault, 1921
- Marc Bellin du Côteau, L'élevage de l'enfant, Bretteville frères, 1923
- Marc Bellin du Côteau, L'entraînement sportif, Paris, Flammarion, 1924
- Marc Bellin du Côteau, Les sports athlétiques, Paris, Flammarion, 1924
- Marc Bellin du Côteau, Préparation aux sports : conseils d'entraînement, Éditions des Nouvelles médicales, 1929
- Marc Bellin du Côteau, Traité d'éducation physique, Doin, 1930
- Marc Bellin du Côteau, Le sport au secours de la santé, Dangles, 1930. Accessible en texte intégral sur LillOnum.

## Ouvrages Collectifs
- Marcel Labbé, Traité d'éducation physique, publié sous la direction de Marcel Labbé, professeur à la Faculté de médecine de Paris. Secrétaire de la rédaction : docteur Bellin du Côteau, avec la collaboration de MM. Emile André, Marcel Bergeron, capitaine Cambier, professeur Dechambre, docteur Dufestel, Guérin-Desjardins, docteur Jeudon, docteur Massard, Emile Mercier, docteur Philippe, Adrien Rey-Golliet, docteur G. Rosenthal, docteur Sandoz, docteur Thooris., impr. Crété, 1930, 639 p. (présentation en ligne)[7]